# 谭永华
谭永华（1963年6月—），江苏邗江人，汉族，中华人民共和国航天科学家。

## 历史
毕业于西北工业大学固体力学专业。加入中国共产党。2008年，担任全国人大民族委员会委员，中国航天科技集团公司第六研究院院长、党委副书记。2013年，担任十一届全国人大民族委员会委员，中国航天科技集团公司第六研究院院长、党委副书记。